# Batalha de Coleto
A Batalha de Coleto, também conhecida como Batalha de Coleto Creek, Batalha da Pradaria ou Batalha del encinal del Perdido, foi travada em 19 e 20 de março de 1836, durante a campanha de Goliad entre o Exército Mexicano e insurgentes texianos, como parte da Revolução do Texas. Em fevereiro, o general José de Urrea levou um ramo do exército mexicano até a costa do Golfo do México em direção Goliad no Texas, onde um grande contingente de soldados do exército texiano foram guarnecidos sob o coronel James Fannin. Simultaneamente, o presidente mexicano Antonio López de Santa Anna liderou uma força maior no interior do Texas, onde em 6 de março as tropas venceram a Batalha do Álamo. Depois de saber da derrota do Alamo, general texiano Sam Houston ordenou Fannin a recuar a partir de Goliad e se juntar ao resto do exército em Victoria.
Em 19 de março, Fannin levou seus homens em um refúgio de lazer em Goliad. Tropas mexicanas cercaram os texianos no final do dia, antes de Fannin poderia chegar ao abrigo de um bosque de madeira em Coleto, cerca de 370 metros de distância. Os texianos formaram um quadrado no meio da pradaria e tentaram defender a sua posição. Embora as tropas mexicanas lançaram três ataques separados contra o quadrado, eles não podiam penetrar na posição texiana. Quando a noite caiu, atiradores de elite mexicanos foram capazes de ferir e matar mais texianos. Com pouca água para dar aos feridos ou esfriar sua artilharia, os texianos se sentiam incapazes de suportar novos combates. Na manhã de 20 de março, os texianos se renderam.
Urrea tentou assegurar condições honrosas para os prisioneiros texianos. No entanto, Antonio López tinha recebido autorização do congresso mexicano para tratar todas as tropas texianas capturadas como piratas ao invés de prisioneiros de guerra. Contra alegações de Urrea, todos os texanos foram condenados à morte. Alguns texianos escaparam do massacre de Goliad em 27 de março, mas a maioria foram mortos.

## Antecedentes
O coronel James Fannin era o comandante das tropas texianas no Fort Defiance, no final de 1835 e início de 1836. Durante o cerco de Alamo, em fevereiro de 1836, tentou uma marcha de 160 km para aliviar as forças texianas em Alamo, mas devido à má preparação para a viagem e a notícia de que forças mexicanas do general Urrea estavam se aproximando Goliad, ele voltou para trás. Após Alamo cair às forças de Antonio López os texianos recebeu ordens do general Sam Houston para retroceder para Victoria. Portanto Fannin abandonaram o forte, mas prosseguiu sem fornecimento adequado e sem pressa em seu retiro.

## Prelúdio
Ás 9:00 da manha dia 19 de março, começaram a sua retirada de Goliad, durante um período de forte nevoeiro. A força do Texas incluiu o San Antonio Greys, os Red Rovers, e Mustangs comandado por Burr Harrison Duval, uma milícia de Refugio comandada por Hugh McDonald Frazer, soldados texianos regulares comandadas por Ira Westover, e os Mobile Greys. Nove peças de artilharia pesada, com diferentes calibres foram ordenados por Fannin a ser tomada pelos texianos, junto com 1.000 mosquetes, mas ele se recusou a garantir que uma boa quantidade de água e comida fosse transportada. Carroças carregadas com equipamentos pesados estavam sendo puxado por bois com fome e cansados. Urrea não percebeu os texianos tinham deixado até às 11:00. A duas horas de chumbo foram removidos, quando uma carroça texiana atravessando o Rio San Antonio quebrou, um canhão tinha que ser trazido para fora do rio, e Fannin ordenou que os bois fossem autorizados a pastar por um período de tempo após os texianos tinha prosseguido 1,6 km passado de Manahuilla Creek, resultando na retirada de ser parado. John Williams Shackelford, Burr Harrison Duval e Ira Westover contra a decisão de Fannin para permitir que os bois para pastar, argumentando que eles deveriam continuar a sua retirada até que chegaram a proteção de Coleto. Shackelford afirmaria que Fannin argumentou que o exército mexicano contra eles era pobre, e que Urrea não segui-los.

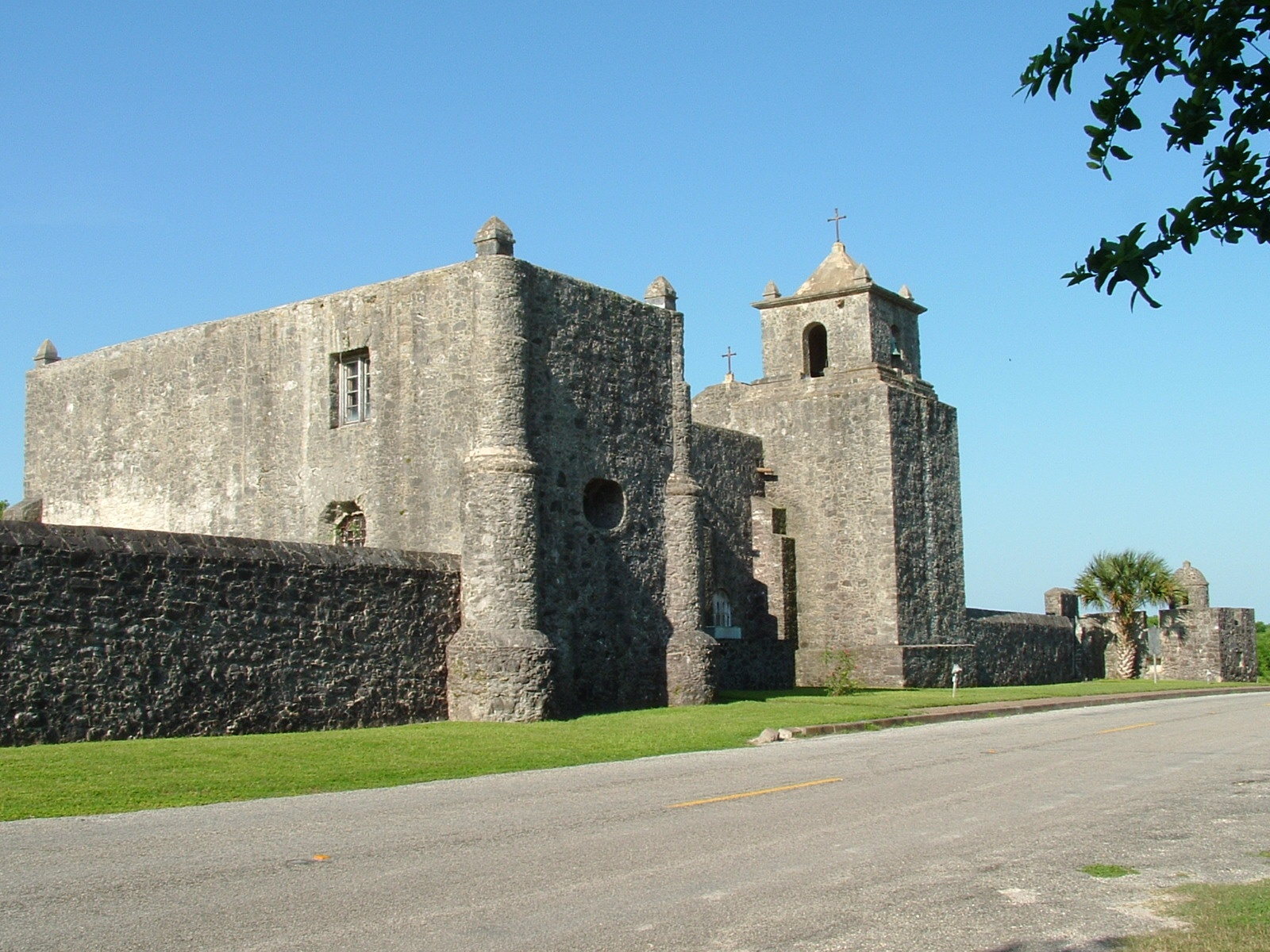
Fotografia moderna do Presidio La Bahía.

Em um esforço para capturar as tropas de Fannin, Urrea deixou sua artilharia, e alguns de seus homens, em Goliad. Ele começou sua busca com, segundo fontes mexicanas, 80 cavalarias e 360 soldados de infantaria. Batedores montados mexicanas determinaram a localização dos texianos, e relatou o tamanho da força, que concluiu Urrea foi menor do que se pensava inicialmente. Como resultado, ele ordenou que 100 de seus soldados para voltar para Goliad para ajudar a proteger o Presidio La Bahía. Ele também ordenou que a artilharia saise de Goliad para ser trazido a ele, e que a artilharia seria escoltada por alguns dos soldados que ele estava enviando de volta. Enquanto isso, 30 cavalarias de Albert Clinton Horton estavam servindo como guardas avançados, e foram posicionados para cobrir todos os lados da força texiana. A retaguarda não estava alerta e não detectou a cavalaria mexicana, que foi se aproximando dos texianos. Pouco depois eles retomaram a sua marcha outro carrinho texano quebrou, e da sua carga teve de ser transferida para um outro, atrasando a retirada novamente. Pouco tempo depois, Fannin tinha enviado Horton para explorar a Coleto que estava à vista, em seguida, a cavalaria mexicana ultrapassou texianos de Fannin. Como os texianos tentaram chegar ao terreno elevado de 400 a 500 metros de distância a partir da posição em que estavam quando a cavalaria ultrapassou eles, e a carroça de munição quebrou.

## Batalha
Os soldados texianos formaram um quadrado contra os mexicanos. A grama alta da pradaria significou o ponto de vista texiano dos mexicanos foi prejudicada. Os texianos tiveram pouca água. Cada soldado texiano recebeu de 3 a 4 mosquetes. O quadrado tinha três fileiras de profundas. A linha de frente continha o San Antonio Greys e Red Rovers, Mustangs enquanto Duval estava em Refugio de prazer e a milícia fazia parte da linha de trás. O flanco esquerdo estava coberto por regulares de Westover, enquanto que o direito foi protegido pelos Mobile Greys. Nos cantos da praça, a artilharia tinha sido posicionada. Fannin estava na parte de trás do lado direito. Além disso, um número de franco-atiradores foram mobilizados em torno de carroça hospital de Abel Morgan, que já não podia ser movida após o boi que estava em movimento, foi morto por fogo mexicano.
Os soldados mexicanos em seguida, atacaram o quadrado. A esquerda do quadrado texiano foi confrontado pelas empresas de rifles Morales, e o direito foi atacado pelos granadeiros e parte do Batalhão de San Luis. As formações mexicanas envolvidas neste ataque ao direito do quadrado estava sob a supervisão pessoal de Urrea. O batalhão sob coronel Jiménez.  Mariano Salas lutou pela frente. Cavalaria de Gabriel Núñez foi ordenado a atacar a retaguarda do quadrado. Ao pôr do sol, quando Urrea ordenou os mexicanos fazer cessar todos os mais importantes ataques contra o quadrado, devido à falta de munição do México, a maior parte da ação de 19 de março tinha acabado. Os mexicanos haviam atacado três vezes o quadrado. Fazendo uso eficaz de suas baionetas, múltiplos mosquetes, e nove canhões, os texianos tinham impedido os mexicanos cada vez de romper o quadrado. Urrea disse que ficou impressionado com o fato de que os texianos tinham conseguido manter o quadrado contra os três ataques, e ele também ficou impressionado com o poder de fogo texiano. Dr. Joseph H. Barnard, um texiano, registrou que por do sol sete texianos foram mortos. Ele também registrou que sessenta texianos, incluindo Fannin, tinha sido ferido. Quarenta dos sessenta tinha sido ferido várias vezes.
Após o pôr do sol, Urrea ordenou atiradores mexicanos para ser posicionado na grama alta ao redor do quadrado. Antes dos atiradores texianos foram capazes de remover a ameaça representada pelos atiradores mexicanos, disparando para o flash causado pelas armas dos mexicanos, os atiradores de elite mexicanos foram capazes de infligir mais baixas texianos. Como resultado de toda a luta que ocorreu em 19 de março, os texianos tinham sofrido pelo menos dez mortos e sessenta feridos, enquanto os mexicanos sofreram uma elevada quantidade não especificada de vítimas. Os combates de 19 de março não tinham desmoralizado os soldados texianos. Eles foram incentivados pelo pensamento de que Horton teria sucesso na obtenção de reforços para os texianos de Victoria para Fannin. No entanto, Horton não tinha sido capaz de romper as defesas mexicanas. Durante o dia, está lutando contra os soldados texianos que estavam recuando para Victoria depois da batalha anterior de Refugio estavam perto o suficiente para Fannin ouvir tiros. No entanto, eles estavam exaustos e com fome, e não se moveram para fora do quadrado. Urrea parado com três destacamentos de tropas mexicanas ao redor do quadrado, para evitar que os texianos do quadrado de escapar, e durante a noite mexicanos faziam chamadas de corneta para manter alerta dos texianos.
A falta de água dos texianos, e a incapacidade de acender fogueiras no quadrado, significava que os texianos feridos não podiam ser tratados. A dor está sendo experimentado pelos feridos resultaram na diminuição geral na moral entre os soldados texianos durante a noite. O mau tempo durante a noite diminuiu ainda mais o moral dos soldados. A falta de água também significa que a artilharia não podiam ser utilizada de forma eficaz, no dia seguinte, porque a água foi necessária para à refrigeração e limpar os canhões. Os combates de 19 de março também tinha deixado muitos soldados texianos feridos e munição para os canhões era pouca. Todos esses fatores contribuíram para a conclusão de Fannin e outros oficiais durante a noite que não poderia sustentar mais um dia de luta. Uma ideia para os texianos para escapar a uma posição mais defensável sob o manto da escuridão, antes de Urrea receber reforços, foi rejeitada porque foi decidido que aqueles que foram feridos, que incluía amigos e parentes dos texianos, não deve ser deixado trás. Assim, foi decidido que os texianos devem tentar fazer um outro posto de sua posição atual no dia seguinte. Como resultado, durante a noite, os texianos cavaram trincheiras e levantaram barricadas de carroças e animais mortos. Urrea, entretanto, tinha sido reforçado com munições, tropas frescas, e duas ou três peças de artilharia de Goliad. Ele posicionou a artilharia mexicana na encosta com vista para o quadrado texiano.
Às 06:15 em 20 de março, os mexicanos foram agrupados para a batalha. Depois de uma ou duas rodadas foram disparados por Fannin da artilharia mexicana e seus oficiais reiterou sua conclusão de que os texianos não poderia ter outro dia de luta, e decidiu buscar condições honrosas para rendição. Eles elaborou os termos da rendição, que incluiu declarações que os texianos feridos seriam tratados, que iria ganhar toda a proteção esperada como prisioneiros de guerra, e que eles teriam liberdade condicional para os Estados Unidos. No entanto, Antonio López havia dito anteriormente que qualquer texiano só pode ser autorizado a se render incondicionalmente. Como resultado, Urrea não pode garantir que todos os termos seria seguido por Antonio López. Ele afirmou que iria falar com Antonio López, em nome dos termos da rendição apresentados pelos texianos. O documento de rendição foi assinada por Benjamin C. Wallace, Joseph M. Chadwick, e Fannin. Como resultado da assinatura, a batalha de Coleto terminou.

## Consequência

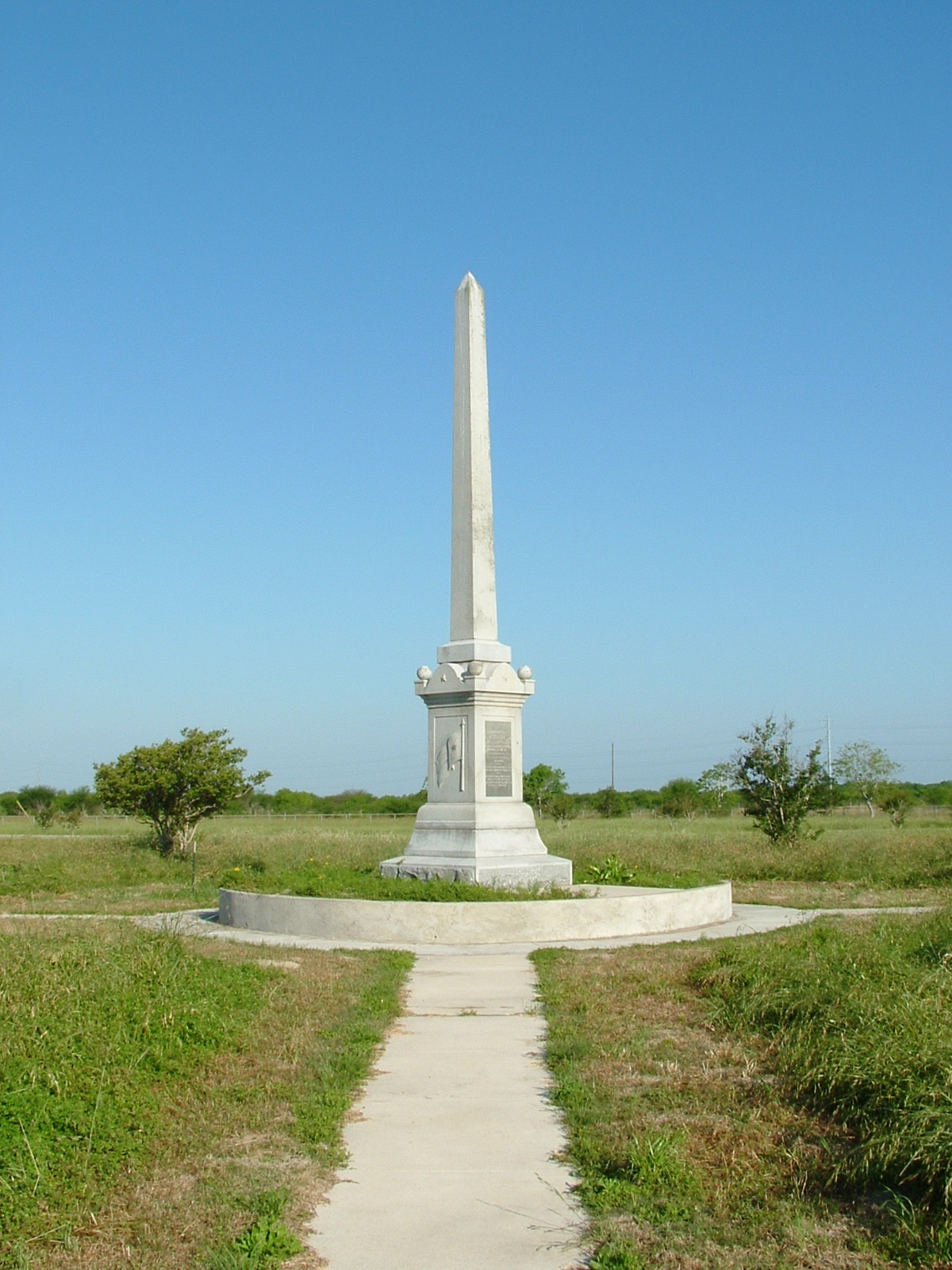
Um obelisco comemorativo da guerra no Fannin Battleground State Historic Site.

Os texianos que podiam caminhar foram enviados para Goliad, sob escolta mexicana. Foi preciso esperar até cerca de 23 março até os texianos que não podiam caminhar fossem transportados para Goliad. Durante esse tempo, os médicos mexicanos foram informados de que os mexicanos feridos eram uma prioridade para o tratamento, ao contrário dos texianos feridos. Fannin chegou a Goliad em 22 de março. Urrea, entretanto, havia se mudado para Victoria, de onde ele escreveu a Antonio López uma carta recomendando que os prisioneiros texianos deveriam ser tratados com clemência. No entanto, Antonio López não seguiu a recomendação de Urrea, ao invés ordenou o comandante mexicano Jose Nicolas de la Portilla em Goliad para executar os prisioneiros texianos. No Domingo de Ramos 27 de março de 1836, Fannin e cerca de 340 outros prisioneiros texianos foram executados por soldados mexicanos. A execução ficou conhecido como o Massacre de Goliad.
A Batalha de Coleto foi importante porque mostrou que as tropas texianas envolvidos na batalha, apesar de ser relativamente inexperiente, foram capazes de enfrentar as tropas mexicanas contra eles e obedecer aos seus comandantes. A batalha foi perdida, principalmente porque Fannin não agiu de forma decisiva o suficiente para garantir o sucesso e ele subestimou a qualidade da força mexicana contra ele. Ele também mostrou que Fannin estava relutante para coordenar suas ações com outras forças texianas, um traço que era comum entre muitos comandantes texianos.

## Outras leituras
- Huffines, Alan C. (2005), The Texas War of Independence 1835-1836: From Outbreak to the Alamo to San Jacinto, Oxford: Osprey Publishing, ISBN 1-84176-522-8
- de la Teja, Jesus F. (1997), «The Colonization and Independence of Texas: A Tejano Perspective», in:  Rodriguez O., Jaime E.; Vincent, Kathryn, Myths, Misdeeds, and Misunderstandings: The Roots of Conflict in U.S.–Mexican Relations, ISBN 0-8420-2662-2, Wilmington, DE: Scholarly Resources Inc.
- Bradle, William R. (2007), Goliad: The Other Alamo, ISBN 978-1-58980-457-9, Pelican Pub Co
- Hopewell, Clifford (1998), Remember Goliad: Their Silent Tents, ISBN 978-0-585-29456-8, NetLibrary
- Pruett, Jakie L.; Cole, Everett B. (1985), Goliad Massacre: A Tragedy of the Texas Revolution, ISBN 978-0-89015-476-2, Eakin Press
- Stout, Jay A. (2008), Slaughter at Goliad: The Mexican Massacre of 400 Texas Volunteers, ISBN 978-1-59114-843-2, Naval Institute Press
- Wharton, Clarence; Barnard, Joseph Henry (1968), Remember Goliad: A Rollcall of Texas Heroes, Rio Grande Press